# Henderson, Minnesota
Henderson là một thành phố thuộc quận Sibley, tiểu bang Minnesota, Hoa Kỳ. Năm 2010, dân số của thành phố này là 886 người.

## Dân số
- Dân số năm 2000: 910 người.
- Dân số năm 2010: 886 người.